# هانس یورگن کوپر
هانس یورگن کوپر (انگلیسی: Hans-Jürgen Köper؛ زادهٔ ۲۹ اوت ۱۹۵۱) بازیکن فوتبال اهل آلمان است.
از باشگاه‌هایی که در آن بازی کرده‌است می‌توان به باشگاه فوتبال بوخوم اشاره کرد.